# وقواق الأيكة الساحلية
وقواق الأيكة الساحلية أو وقواق المانغروف (الاسم العلمي Coccyzus minor)، طائر من العصعوص وفصيلة الوقواقية. مواطنه جنوب ولاية فلوريدا في الولايات المتحدة، وجزر الباهاماس، ومنطقة البحر الكاريبي، وساحل الشرقي والغربي للمكسيك وأمريكا الوسطى. وسواحل الجنوبية لأمريكا الجنوبية المطلة على المحيط الأطلسي حتى مصب نهر الأمازون. يطول من 28 إلى 34 سم ويزن من 64 إلى 102 غ. قوته الحشرات والفواكه، وتفضل اليساريع والجراد، ولكن أيضًا تتغذى على غيرها كالعناكب والقواقع الصغيرة والسحالي.

## وصلات خارجية
- UFL.edu: Bird sounds of the Mangrove Cuckoo